# Indagini pericolose
Indagini pericolose (Bodies of Evidence) è una serie televisiva statunitense in 16 episodi trasmessi per la prima volta nel corso di 2 stagioni dal 1992 al 1993, con il titolo italiano che non è relativo al film del 2001 dello stesso titolo (in lingua originale Angels Don't Sleep Here).

## Trama
Ben Carroll, Ryan Walker e Walt Stratton fanno parte della squadra della omicidi della Metropolitan Police Force. Con loro collaborano anche il sergente Tim Houghton e sua figlia Nora.

## Personaggi
- tenente Ben Carroll (16 episodi, 1992-1993), interpretato da	Lee Horsley, veterano della polizia, è divorziato e ha problemi personali con l'affidamento del figlio.
- detective Ryan Walker (16 episodi, 1992-1993), interpretato da	George Clooney.
- detective Nora Houghton (16 episodi, 1992-1993), interpretata da	Kate McNeil, figlia di Tim Houghton, non è convinta del suo ruolo nella polizia.
- detective Will Stratton (16 episodi, 1992-1993), interpretato da	Al Fann.
- Marion (4 episodi, 1992-1993), interpretato da	Carlease Burke.
- Uniformed Cop (3 episodi, 1992-1993), interpretato da	Roderick Bascom.
- ufficiale Kellerman (3 episodi, 1992-1993), interpretato da	Ken Kerman.
- Lady Cop (3 episodi, 1992-1993), interpretata da	Marcia Solomon.
- Grace Devlin (3 episodi, 1993), interpretato da	Rosalind Allen.
- dottor Allan (2 episodi, 1992), interpretato da	Daryl Anderson.
- The Strangler (2 episodi, 1992), interpretato da	Steven Flynn.
- Holly Bennett (2 episodi, 1992), interpretata da	Michele Scarabelli, giornalista televisiva.
- Mitch Fallon (2 episodi, 1992), interpretato da	Biff Yeager.
- Harris Devlin (2 episodi, 1993), interpretato da	Denis Arndt.
- Peter Marx (2 episodi, 1993), interpretato da	Davis Gaines.
- Gil Murphy (2 episodi, 1993), interpretato da	James Karen.
- ufficiale Stieger (2 episodi, 1993), interpretato da	Evonne Kezios.
- D.A. Simon Kingsley (2 episodi, 1993), interpretato da	Harley Venton.

## Registi
Tra i registi della serie sono accreditati:
- Bruce Seth Green (3 episodi, 1992)
- Robert Becker (2 episodi, 1992-1993)
- Harry Harris (2 episodi, 1992)
- Burt Brinckerhoff (2 episodi, 1993)

## Distribuzione
La serie fu trasmessa negli Stati Uniti dal 1992 al 1993 sulla CBS.
In Italia è stata trasmessa con il titolo Indagini pericolose.
Alcune delle uscite internazionali sono state:
- negli Stati Uniti il 18 giugno 1992 (Bodies of Evidence)
- in Francia il 10 maggio 1998  (Enquête privée)
- in Germania (Mord ohne Spuren)
- in Norvegia (Mistenkt for mord)
- in Ungheria (Bünvadászok)
- in Italia (Indagini pericolose)

## Episodi
| Stagione         | Episodi | Prima TV USA |
| ---------------- | ------- | ------------ |
| Prima stagione   | 8       | 1992         |
| Seconda stagione | 8       | 1993         |